# Дрезден (аэропорт)
 Аэропорт Дрездена  прежде известный под названием Аэропорт Дрезден-Клоче (нем. Flughafen Dresden-Klotzsche), Код ИАТА: DRS) — международный аэропорт Дрездена, Германия. Расположен в Клоче, округ Дрездена, в 9 километрах севернее центра города. С сентября 2008 года известен как «Дрезден Международный».

## Расположение
Аэропорт Дрездена расположен в 9 км к северу от центра города Дрездена на высоте 230 м над уровнем моря. Территория аэропорта простирается на 280 га.

## История
Аэропорт был открыт для коммерческих рейсов 11 июля 1935.
В 1940 году пассажирские рейсы были прекращены и до конца войны аэропорт использовался использовался исключительно в военных целях. В 1945 году аэропорт использовался для поддержки немецких войск во время осады Бреслау. 
С момента открытия и до 1945 года аэропорт также использовался летной школой Люфтваффе. В послевоенные годы советские войска также использовали аэропорт в тренировочных целях. 
Аэропорт Дрездена был вновь открыт для пассажирских рейсов 16 июня 1957 года. В 1959 году возобновилось международное сообщение, прежде всего, в страны Восточного блока.
В 1954 восточногерманским правительством был принят план развития национальной авиационной промышленности. В рамках этого плана были построены новая взлетная полоса размером 2500х80 м и авиационный завод, переживший крушение социализма и существующий и по сей день.
После объединения Германии
и запуска рейсов в Западную Европу пассажиропоток вырос в 7 раз, в результате чего аэропорт был расширен. В 1995 году здание одного из ангаров было реконструировано во второй терминал.
Современный терминал был открыт в 2001 году. Для этого также был перестроен ангар, который раньше использовался как сборочный цех авиазавода. Помимо самого терминала, под зданием была открыта станция городской электрички.
В 2006 году ВПП аэропорта была удлинена на 350 м.
Помимо пассажирского сообщения, аэропорт активно используется для транспортировки продукции расположенных неподалёку высокотехнологичных предприятий, таких как фабрики полупроводников AMD (Global Foundries) и Infineon, а также биопромышленности.

## Транспорт
Аэропорт связан с городом железной дорогой (линия S-Bahn S2, 21 минуты в пути до главного вокзала, стоимость поездки — 2,2€).
Поездка на такси до города занимает приблизительно 20 минут, текущая плата за проезд такси варьируется от 16€ до 18€.
В районе аэропорта соединяются автомагистрали A4 и A13, ведущие в Берлин, центральную часть Германии и польский Вроцлав, и A17, которые ведут к чешской границе и Праге.
В аэропорту есть многоэтажная автостоянка на 2900 мест, связанная со зданием застеклённым пешеходным мостом. Дополнительно есть три автостоянки длительного пребывания и автостоянка короткого пребывания прямо рядом со зданием.

## Промышленность
В аэропорту расположены несколько промышленных предприятий, в числе которых Elbe Flugzeugwerke GmbH, занимающееся обслуживанием, ремонтом, и конвертацией самолетов Airbus, и IMA Materialforschung und Anwendungstechnik GmbH, проводящее, в числе прочего, статические испытания новых типов самолетов.

## Галерея

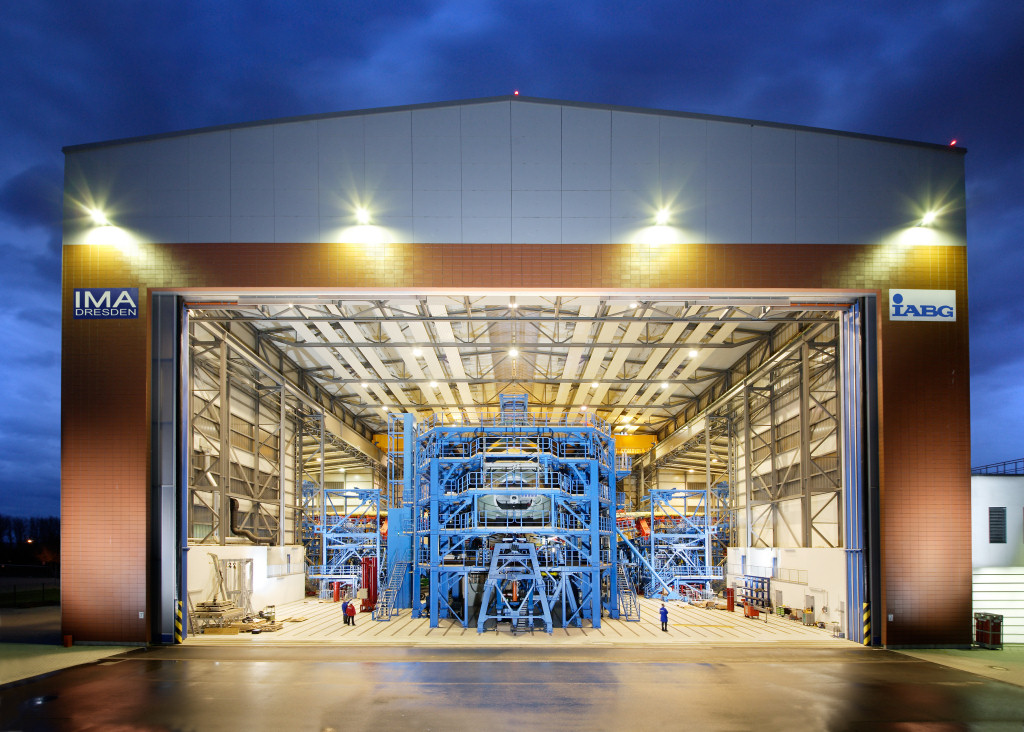
Прототип самолёта А380 в ангаре. Дрезден, апрель 2005 года
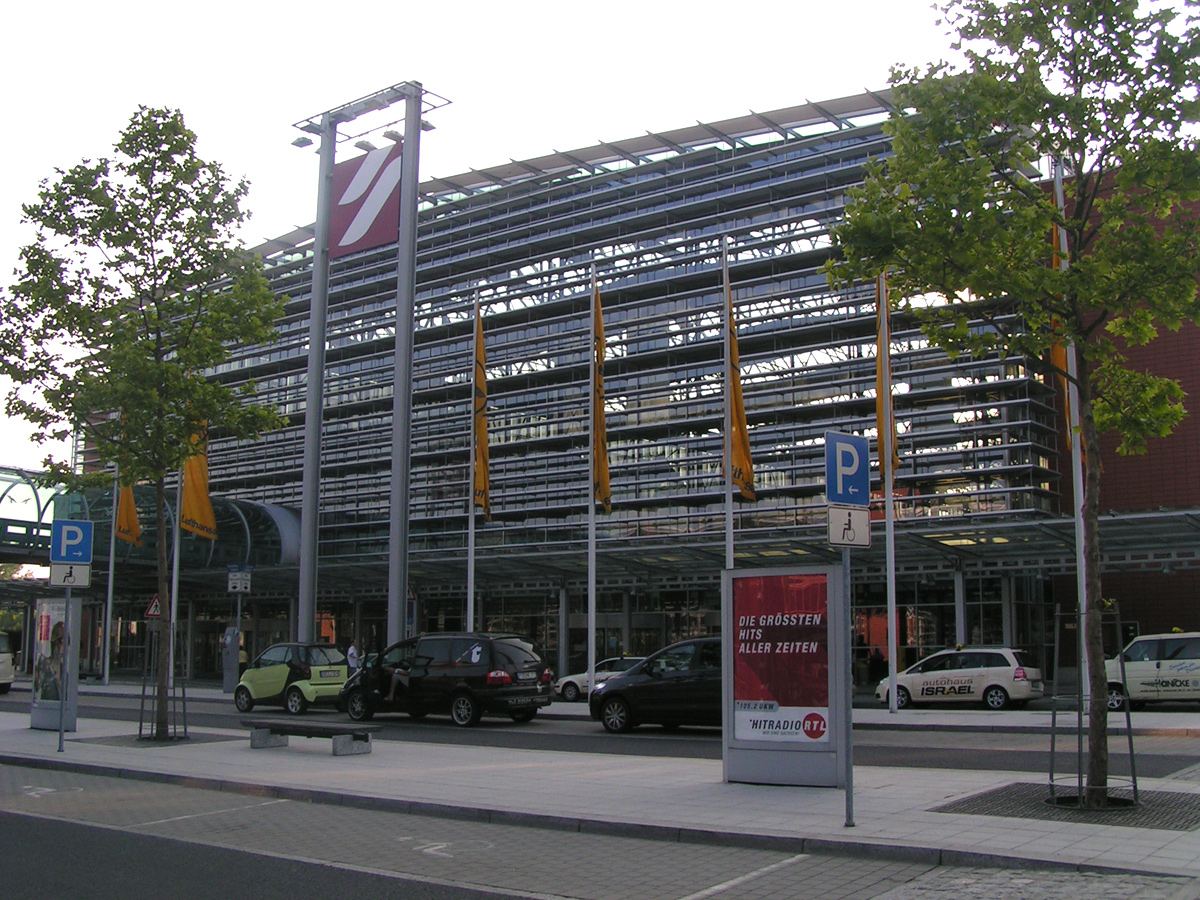
Аэровокзал Дрездена. Вид снаружи
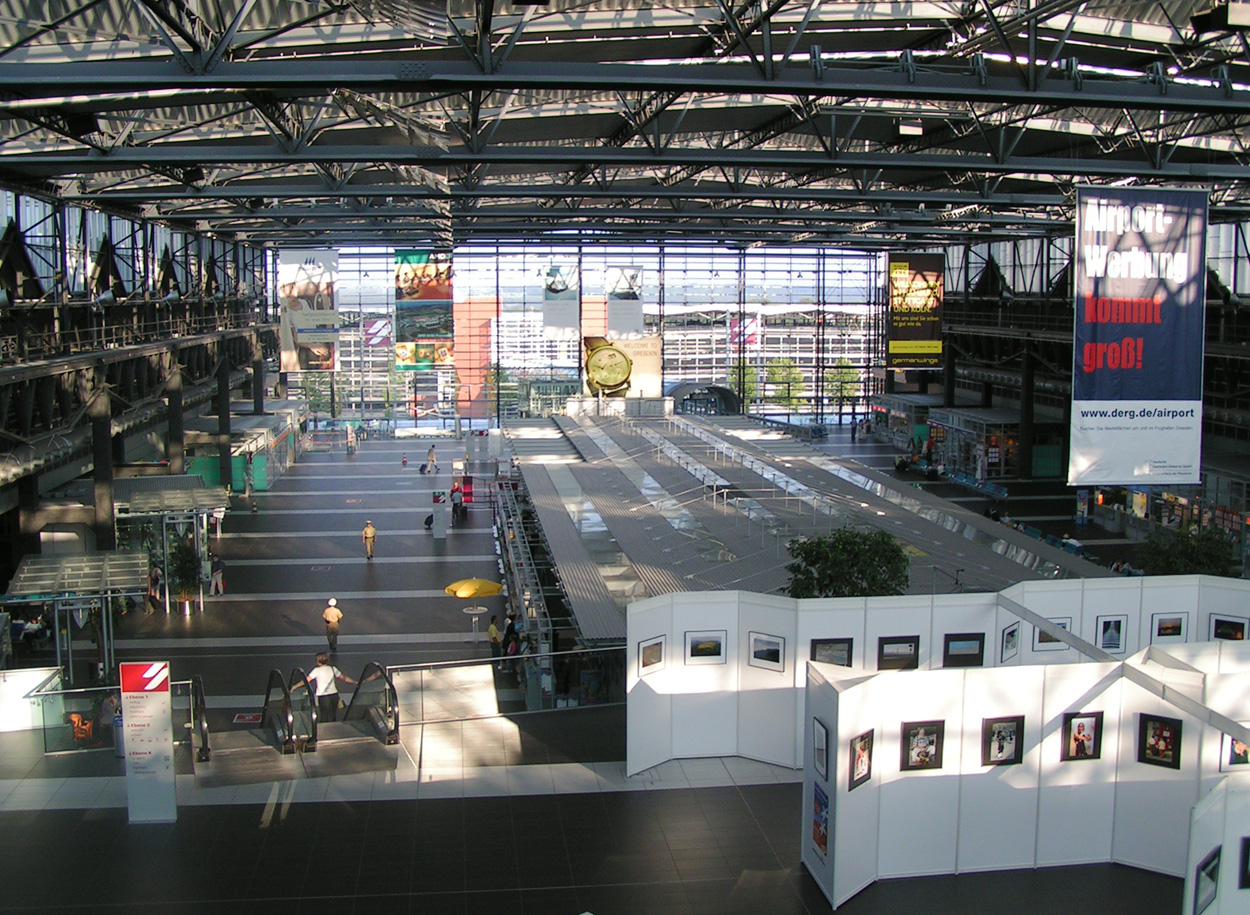
Аэровокзал Дрездена. Вид внутри